# Hamburg (New York)
Ne doit pas être confondu avec Hamburg (village, New York) ou Hamburg.
Hamburg est une ville située dans le comté d'Érié, dans l'État de New York, aux États-Unis,. En 2010, elle comptait une population de 56 936 habitants, estimée au 1er juillet 2020 à 60 085 habitants.

## Démographie
Lors du recensement de 2010, la ville comptait une population de 56 936 habitants. Elle est estimée, en 2020, à 60 085 habitants.